# DixieFrog
Dixiefrog, aussi stylisé DixieFrog ou Dixie Frog, est un label discographique indépendant français de blues.

## Histoire
Le label est fondé en mai 1986 par Alain Leadfoot Rivet et Philippe Langlois Il est principalement orienté vers le blues. En plus du blues pur, Dixiefrog tente des métissages musicaux, essentiellement des rencontres entre blues et world music, ou même entre blues et hip-hop. Les artistes du catalogue sont des artistes en activité qui publient des albums et se produisent sur scène régulièrement.
Le 1er janvier 2020, Philippe Langlois cède le label à deux nouveaux propriétaires : André Brodzki et François Maincent. Cette même année, les nouveaux propriétaires font signer dès leur arrivée de nouveaux artistes[réf. nécessaire] comme Johnny Gallagher, Grant Haua, SuperDownHome, Jessie Lee and the Alchemists, The Supersoul Brothers, Natalia M King, Phillip-Michael Scales et Kaz Hawkins. En 2021, le label réédite ses vinyles. Alors que Dixiefrog fête ses 35 ans d'existence, le label propose un titre inédit de Fred Chapellier, Don't Take Me for a Loser.